# 186 v. Chr.
Portal Geschichte | Portal Biografien | Aktuelle Ereignisse | Jahreskalender | Tagesartikel

◄ |
3. Jahrhundert v. Chr. |
2. Jahrhundert v. Chr. |
1. Jahrhundert v. Chr. |
►

◄ | 200er v. Chr. | 190er v. Chr. | 180er v. Chr. | 170er v. Chr. |
160er v. Chr. |
►

◄◄ | ◄ | 189 v. Chr. | 188 v. Chr. | 187 v. Chr. | 186 v. Chr. |
185 v. Chr. |
184 v. Chr. |
183 v. Chr. |
► |
►►
Staatsoberhäupter

## Ereignisse

### Politik und Weltgeschehen
- Aufgrund des Senatus consultum de Bacchanalibus, eines Beschlusses des römischen Senats, werden die Bacchanalien-Feiern in Rom und im römischen Einflussgebiet durch den Konsul Spurius Postumius Albinus verboten und aufgelöst. Bis zu 7000 Personen werden hingerichtet. Die Geschichtsschreibung spricht vom Bacchanalienskandal.

### Kultur und Sport
- Es werden erstmals Tierhetzen im Römischen Reich überliefert. Tierhetzen (venationes) werden neben den Gladiatorenkämpfen in den folgenden Jahrhunderten die große Attraktion der Unterhaltungskultur im Römischen Reich.
- In Rom treten erstmals bezahlte Athleten aus Griechenland auf.

## Geboren
- 187/186 v. Chr.: Kleitomachos, hellenistischer Philosoph († 110/109 v. Chr.)

## Gestorben
- um 186 v. Chr.: Adikhalamani, nubischer König